# Корсунський часопис
«Корсунський часопис» — щорічник Корсунь-Шевченківського державного історико-культурного заповідника. Виходить від 1994. 
На його сторінках публікуються наукові розвідки, джерела історичні та науково-популярні матеріали з історії переважно Корсунщини, а також Черкаської області й Середньої Наддніпрянської України. Значна увага приділяється дослідженням Корсунського полку, біографій його полковників і сотників, місцевих родів, зокрема Даниловичів, висвітленню Жовтоводської битви 1648, подій з життя Корсуня (нині місто Корсунь-Шевченківський) за доби Руїни. 
На сторінках часопису вперше опубліковано докази про перебування гетьмана Петра Конашевича-Сагайдачного в Стеблеві, тут побачили світ, зокрема, документи Корсунської полкової канцелярії 17—18 століть, документи роду Кандибів, статейний список московського посла до Трансильванії (істор. область на Пн. Румунії) І.Желябузького 1657, свідчення про Коліївщину 1768, опис Правобережної Наддніпрянщини 18 ст. франц. художника Ж.-А.Мюнца.